# Hans Carl Friedrich von Mangoldt
Hans Carl Friedrich von Mangoldt (Weimar, 18 de maio de 1854 — Gdańsk, 27 de outubro de 1925) foi um matemático alemão.
Contribuiu para a solução do teorema do número primo.
Von Mangoldt obteve o doutorado em 1878 na Universidade Humboldt de Berlim, orientado por Ernst Kummer e Karl Weierstrass. Contribuiu com a solução do teorema do número primo, fornecendo provas rigorosas das duas afirmativas do artigo fundamental de Bernhard Riemann On the Number of Primes Less Than a Given Magnitude. O próprio Riemann forneceu apenas provas parciais das duas afirmativas. Mangoldt foi professor da Universidade Técnica de Aachen, sucedido por Otto Blumenthal.